# Shershentsi
Shershentsi  (ucraniano: Шершенці) es una localidad del Raión de Podilsk en el Óblast de Odesa de Ucrania. Según el censo de 2001, tiene una población de 1555 habitantes.